# Vidalia armifrons
Vidalia armifrons är en tvåvingeart som först beskrevs av Josef Aloizievitsch Portschinsky 1891.  Vidalia armifrons ingår i släktet Vidalia och familjen borrflugor. Inga underarter finns listade i Catalogue of Life.